# Биље (Барања)
Биље је насељено место и седиште општине у Барањи, Осјечко-барањска жупанија, Република Хрватска.

## Историја
Између 1707. и 1713. године подигнут је Каштел Еугена Савојског, који и данас постоји.
Бетонски мост преко Старе Драве код Биља изграђен је 1934, наводно на месту Сулејмановог моста из 16. столећа.
До територијалне реорганизације у Хрватској налазило се у саставу старе општине Бели Манастир.

## Становништво
На попису становништва 2011. године, општина Биље је имала 5.642 становника, од чега у самом Биљу 3.613.

## Попис 1991.
На попису становништва 1991. године, насељено место Биље је имало 3.571 становника, следећег националног састава:
| Попис 1991.‍   | Попис 1991.‍  | Попис 1991.‍ | Попис 1991.‍ | Попис 1991.‍ |
| ------------- | ------------ | ----------- | ----------- | ----------- |
|               |              |             |             |             |
| Хрвати        | Хрвати       |             | 1.901       | 53,23%      |
| Срби          | Срби         |             | 572         | 16,01%      |
| Мађари        | Мађари       |             | 422         | 11,81%      |
| Југословени   | Југословени  |             | 222         | 6,21%       |
| Роми          | Роми         |             | 63          | 1,76%       |
| Румуни        | Румуни       |             | 38          | 1,06%       |
| Словенци      | Словенци     |             | 22          | 0,61%       |
| Немци         | Немци        |             | 18          | 0,50%       |
| Муслимани     | Муслимани    |             | 15          | 0,42%       |
| Словаци       | Словаци      |             | 6           | 0,16%       |
| Пољаци        | Пољаци       |             | 4           | 0,11%       |
| Црногорци     | Црногорци    |             | 4           | 0,11%       |
| Русини        | Русини       |             | 3           | 0,08%       |
| Украјинци     | Украјинци    |             | 2           | 0,05%       |
| Бугари        | Бугари       |             | 1           | 0,02%       |
| Македонци     | Македонци    |             | 1           | 0,02%       |
| остали        | остали       |             | 8           | 0,22%       |
| неопредељени  | неопредељени |             | 207         | 5,79%       |
| регион. опр.  | регион. опр. |             | 3           | 0,08%       |
| непознато     | непознато    |             | 59          | 1,65%       |
| укупно: 3.571 |              |             |             |             |